# Colchester
Colchester je město na řece Colne v hrabství Essex v jihovýchodní Anglii. Má přibližně 122 tisíc obyvatel a je nejstarším zaznamenaným římským městem na britských ostrovech. Po určitý čas byl hlavním městem římské Británie. Colchester si činí nárok na titul nejstarší britské město a nejstarší doložený trh.

## Historie
Sídlil zde polomýtický král keltských kmenů v Británii, který je v Shakespearově díle nazýván Castintin.
Historicky potvrzeno je však až osídlení Římany (Camulodunum = pevnost boha války, Camula). Už roku 20 př. n. l. se zde razily mince.
V roce 61 bylo tehdejší Camulodunum dobyto a rozvráceno rebelujícími Britony, kteří pod vedením královny Boadicey povstali proti římské nadvládě. Po počátečních úspěších, kdy se vzbouřencům podařilo zmasakrovat zdejší římskou posádku, bylo povstání Římany krutě potlačeno a hlavním městem Británie se posléze stal Londýn.

## Colchesterský hrad
V roce 1076 začala v Colchesteru stavba prvního královského kamenného hradu postaveného Vilémem I. Dobyvatelem v Anglii. Hrad byl postaven na ruinách velkolepého římského chrámu zasvěceného císaři Claudiovi. Hrad využil pro své základy kleneb chrámu, které jsou dodnes v hradu z části patrné. Díky tomu je největším, kdy Normany postaveným hradem. Na stavbu hradu byl také použit většinou materiál z římských staveb, a to včetně cihel. Hrad byl dokončen v roce 1125. Roku 1216 byl hrad obléhán po tři měsíce a obsazen králem Janem Bezzemkem. Do roku 1350 jeho vojenský význam upadl a budova byla používána většinou jako vězení. Do roku 1600 už nebyl obranyschopný a roku 1637 se zřítila střecha. V roce 1629 byl hrad prodán korunou a v roce 1683 se dostal do vlastnictví Johna Wheeleyho, který některé části hradu strhl a kámen prodal. Toto podnikání se však po čase ukázalo jako nerentabilní a bylo od něho upuštěno. V roce 1726 koupila hrad Mary Webster pro svoji dceru Sarah, která se vdala za poslance Charlese Graye, který ho začal opravovat a přestavovat. Nechal udělat střechu, kupoli, knihovnu, pracovnu atp. Po Greyově smrti přešel hrad do rukou jeho nevlastního vnuka Jamese Rounda, který pokračoval v restaurátorské práci. Muzeum bylo založeno v Colchestru v roce 1846 a bylo umístěno na radnici, odtud bylo přeneseno do sklepu hradu a dne 27. září 1860 bylo zpřístupněno jako muzeum. V letech 1920 až 1922 byl hrad koupen městem za přispění velkého daru Weetmana Pearsona, prvního vikomta z Cowdray. Hrad se částečně zachoval a dnes je v něm umístěno muzeum věnované historii římského osídlení v Británii a Colchestru.

## Galerie

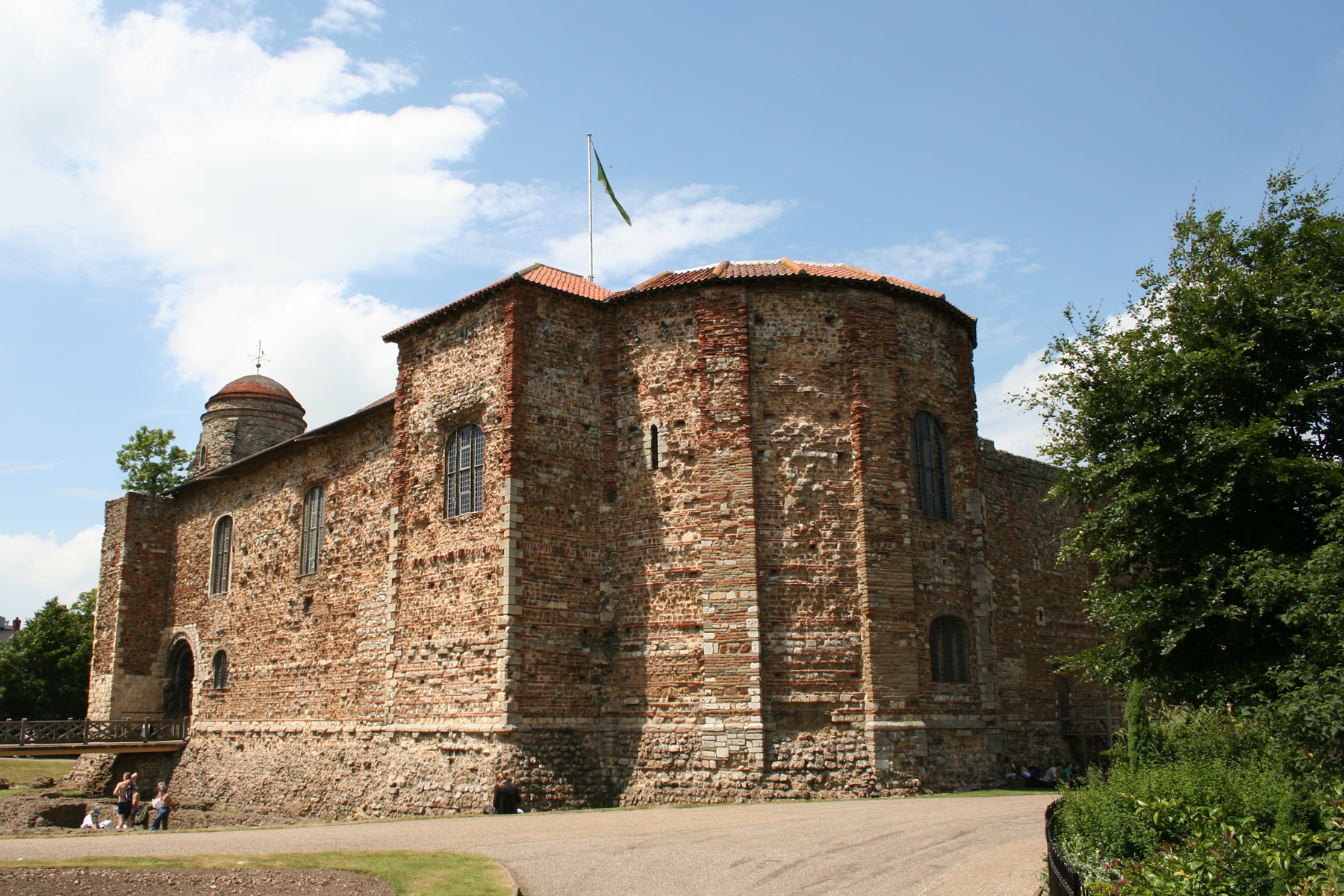
Hrad v Colchesteru
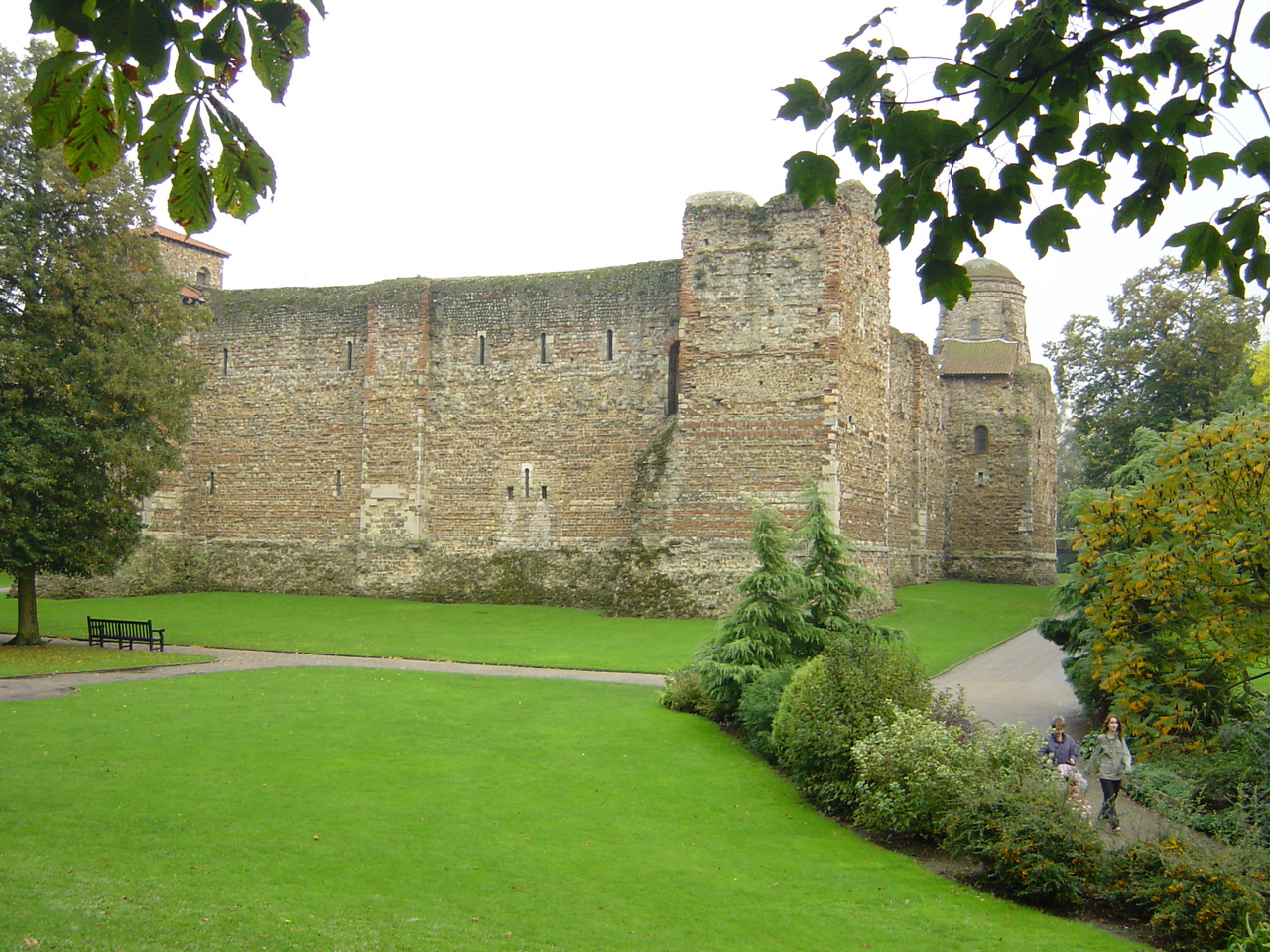
Hrad v Colchesteru